# Мэндо, Майкл
Майкл Мэндо (англ. Michael Mando; род. 13 июля 1981, Квебек, провинция Квебек, Канада) — канадский актёр кино и телевидения, певец. Наибольшую известность получил за роль антагониста Вааса Монтенегро в видеоигре Far Cry 3, Виктора Шмидта в научно-фантастическом телесериале «Тёмное дитя», а также наркоторговца Начо Варги в драматическом телесериале «Лучше звоните Солу».

## Биография
Мэндо родился в городе Квебек, провинция Квебек, Канада. Был средним ребёнком в семье из трёх братьев. Мэндо воспитывался без матери и их семья много путешествовала — они побыли на четырёх континентах, жили в десятке городов; прежде чем он достиг 25-летия, его семья сменила более 37 квартир. Несмотря на то, что родным языком Майкла является французский, он также свободно владеет английским и испанским языками.
В детстве, Мэндо мечтал быть писателем или спортсменом. От профессионального спорта пришлось отказаться, после того как он получил травму колена. В связи с этим инцидентом Майкл решил кардинально изменить свои жизненные приоритеты и получить образование.
Мэндо изучал различные науки, в том числе международные отношения в Монреальском университете, прежде чем поступил на курс театрального искусства в Колледж Доусона (2004 год). Несмотря на отсутствие предварительной подготовки, Майкл сыграл главные роли во всех пяти постановках этого курса, который он окончил с отличием в 2007 году. Среди его ролей в колледже были: Орландо из «Как вам это понравится» (Шекспир), профессор Кац из «Пятидесятниц» (Дэвид Эдгар) и Валентин Ксавье из «Орфей спускается в ад» (Теннесси Уильямс). По окончании учёбы, Стивен В. Леки, руководитель курса, с гордостью заявил: «Майкл — один из самых талантливых наших выпускников, за последние 25 лет».
В апреле 2020 года Мэндо объявил о начале музыкальной карьеры и 15 апреля выложил на свой YouTube-канал свою первую песню The Wild One с одноимённого грядущего EP.

## Актёрская карьера
После окончания колледжа Мэндо сыграл главную роль в театральной постановке (в Монреале), за что был отмечен двумя призами от профессиональных экспертов. После этого он основал кинокомпанию Red Barlo Production. Первый его фильм — «Условная привязанность» («Conditional Affection») (Мэндо выступил в амплуа режиссёра и сценариста) — был выпущен в 2010 году и демонстрировался на фестивалях: Кинофестиваль Фантазия, Bare Bones, ACTRA и New Hope International Film Festivals.
Телевизионный дебют Мэндо был отмечен ролями нескольких контрастных персонажей. Среди его ролей были: эпизод в криминальной-драме «The Bridge», участие в медицинском мини-сериале «Bloodletting and Miraculous Cures», а также роль в драматическом телесериале «The Border», где он сыграл участника банды MS-13, кроме того он сыграл близкого друга Кензи (персонаж Ксении Соло) в научно-фантастическом сериале «Зов крови».
Мэндо неоднократно сотрудничал с режиссёрами Джоном Фоусеттом и Эриком Канюэльем, а также с продюсером Дэвидом Барлоу. В 2010 году он сыграл одну из главных ролей в кинофильме «Territories». Годом позже, перевоплотился в похожий образ в телесериале «Les Bleus de Ramville», а также появился в одном из эпизодов сериала «Кинг». В 2012 году он принял участие в создании видеоигры «Far Cry 3»: Мэндо озвучил и стал прообразом одного из главных злодеев — Вааса Монтенегро. Также он снялся в веб-сериале «Far Cry Experience», где снова вернулся к образу Вааса (берёт в заложники и пытает персонажа Кристофера Минц-Пласса).
В 2012 году Мэндо получил роль в первом сезоне телесериала «Тёмное дитя», трансляция которого началась в 2013 году. Он играет Вика — уличного наркоторговца, за эту роль он был номинирован на телевизионную премию Canadian Screen Award. Во втором сезоне, его персонаж появляется в одном из эпизодов. В 2014 году Мэндо присоединился к актёрскому составу сериала «Лучше звоните Солу» (спин-офф телесериала «Во все тяжкие»), где он играет роль Начо Варга — наркоторговца.

## Фильмография

### Кинофильмы
| Год  | Название                            | Роль                  | Прим.                                                |
| ---- | ----------------------------------- | --------------------- | ---------------------------------------------------- |
| 2009 | Web of Lies                         | Дэнни Вилкокс         | Телефильм                                            |
| 2010 | Conditional Affection               | Джек                  | Короткометражный фильм Режиссёр, сценарист, продюсер |
| 2010 | Territories                         | Джалил Адел Кахлид    |                                                      |
| 2011 | Abyss of the Mind                   | Джонни Х.             |                                                      |
| 2012 | The Good Lie                        | Орвилл                |                                                      |
| 2012 | The Pregnancy Project               | Хавьер Родригес       | Телефильм                                            |
| 2013 | Колония                             | Купер                 |                                                      |
| 2013 | Make Your Move                      | Рафаэль               |                                                      |
| 2017 | Человек-паук: Возвращение домой     | Мак Гарган            |                                                      |
| 2018 | Операция «Колибри»                  | Марк Вега             |                                                      |
| 2026 | Человек-паук: Совершенно новый день | Мак Гарган / Скорпион |                                                      |

### Телевидение
| Год       | Название                          | Роль                   | Прим.                              |
| --------- | --------------------------------- | ---------------------- | ---------------------------------- |
| 2008—2010 | The Border                        | Мирза / Марко          | 2 эпизода                          |
| 2009      | Последний тамплиер                | Несия, первый помощник | 2 эпизода                          |
| 2009      | Горячая точка                     | Фелипе                 | Эпизод: «Eagle Two»                |
| 2010      | Bloodletting and Miraculous Cures | Др. Манолас            | 2 эпизода                          |
| 2010      | The Bridge                        | K9                     | Эпизод: «Voices Carry»             |
| 2010      | Зов Крови                         | Невилл                 | Эпизод: «(Dis)Members Only»        |
| 2011      | Кинг                              | Эстебан Демарко        | Эпизод: «T-Bone»                   |
| 2011      | Michael: Tuesdays & Thursdays     | Элейн                  | Эпизод: «Unscripted Conversation»  |
| 2012      | Les Bleus de Ramville             | Марк-Андре Давид       | 8 эпизодов                         |
| 2012      | Ясновидец                         | Чуи                    | Эпизод: «Let’s Doo-Wop It Again»   |
| 2012      | Убийство                          | Васкес                 | Эпизод: «Off the Reservation»      |
| 2013      | Читающий мысли                    | Лен Газицки            | Эпизод: «Buckle Up»                |
| 2013      | Копы-новобранцы                   | Цезар Медина           | Эпизод: «The Kids Are Not Alright» |
| 2013      | Тайные операции                   | Эдуардо                | Эпизод: «Into the Blue»            |
| 2013—2014 | Тёмное дитя                       | Виктор «Вик» Шмидт     | 9 эпизодов                         |
| 2014      | La marraine                       | Альваро Пессоа         | 5 эпизодов                         |
| 2015—2022 | Лучше звоните Солу                | Начо Варга             | 33 эпизода                         |
| 2025      | Криминал                          | Джефф                  |                                    |

### Видеоигры
| Год  | Название                  | Роль                                          |
| ---- | ------------------------- | --------------------------------------------- |
| 2010 | Shaun White Skateboarding | Франциско Кристобал (озвучка)                 |
| 2012 | Far Cry 3                 | Ваас Монтенегро (озвучка, прототип внешности) |
| 2021 | Far Cry 6                 | Ваас Монтенегро (озвучка, прототип внешности) |

### Интернет проекты
| Год  | Название           | Роль            |
| ---- | ------------------ | --------------- |
| 2012 | Far Cry Experience | Ваас Монтенегро |